# カフー
カフー（Cafu）ことマルコス・エバンジェリスタ・デ・モラエス（Marcos Evangelista de Moraes, 1970年6月7日 - ）は、ブラジル・サンパウロ州サンパウロ出身の元サッカー選手。元ブラジル代表。現役時代のポジションはディフェンダー。
「カフー」はニックネームで、1970年代に活躍したカフリンガ (Cafuringa) という名前のサッカー選手に由来する。長らく活躍したイタリアでは特急列車を意味する「イル・ペンドリーノ（il Pendolino）」という異名で呼ばれたこともあった。史上最高の右サイドバックとも評され、2020年に右サイドバックの歴代1位としてバロンドール・ドリームチームに選出された。

## 経歴

### クラブ

#### 初期
7歳の頃にはナショナル・アトレチコ・クルーベでプレーしていた。1983年から1987年にかけて、SEパルメイラス、サンパウロFC、コリンチャンスなどのトライアウトで9回連続不合格になった。
1988年、18歳の時、サンパウロFCのプリマベーラとの試合で活躍、これが目に留まり、サンパウロの下部組織に入団した。入団後にサイドバックにコンバートされ、1989年にトップデビューを果たした。1992年、トヨタカップでは、FCバルセロナを破り優勝、1993年、トヨタカップのACミラン戦ではパリ―ニャの先制ゴールをアシストし、大会連覇に貢献するなど活躍した。1994年、レアル・サラゴサに優勝への切り札と期待されて移籍するも、攻撃を警戒され、対戦チームに厳しくマークされ、加入後出場した数試合でチームは勝利出来ないなど、レアル･サラゴサでは目立つ活躍が出来ず、1年で退団し、再び地元ブラジルに帰国し、SEパルメイラスに移籍することになる。

#### ASローマ
1997年、イタリア・セリエAの強豪ASローマに移籍。すぐに適応し、キープレーヤーの一人になり、ファンからペンドリーノ(右サイドの支配者)というニックネームを付けられた。1998年4月11日のインテル戦でセリエA初得点を決めた。2000-01シーズンには、ASローマの18年ぶりとなるスクデット制覇に貢献するなど主力として活躍、218試合に出場8ゴールをあげた。

#### ACミラン

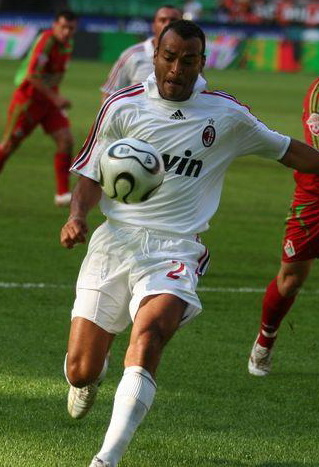
ACミラン時代

33歳となった2003年夏にはASローマを退団し、Jリーグ・横浜F・マリノスへの入団合意が伝えられたが、最終的には違約金を横浜FMに支払う形で、ACミランがカフーを獲得した。ACミラン移籍後は右サイドバックのレギュラーとしていきなり2003-04シーズンのACミランのスクデットに貢献するなど、主力としての変わらぬ活躍を見せることになる。また、この年にペレの選んだ偉大なサッカー選手100人、「FIFA 100」に選ばれている。
2004-05シーズン、チャンピオンズリーグ決勝では、リヴァプールに延長PKで敗れた。2006-07シーズン、チャンピオンズリーグ決勝では、出場機会は無かったものの、優勝を果たした。2007-08シーズン、クラブワールドカップ決勝のボカ戦では、後半途中から出場、現役生活最後のタイトルを獲得した。シーズン終了後、ACミランとの契約満了に伴い退団と同時に現役引退。2008年5月18日、現役最後の試合となった、ウディネーゼ戦で1得点を決めた。
引退後は、指導者には転身せず、夫人と共にスポーツ代理店を経営するなど実業家となった。

### ブラジル代表
1990年9月12日のスペイン戦で代表デビューを果たした。その後の1994年のワールドカップでは3試合に出場、決勝のイタリア戦では、試合中のジョルジーニョの故障に伴い、途中交代で、優勝に貢献した。以後、代表のレギュラーとしての地位を確立し、1998 FIFAワールドカップでは決勝で開催国フランスに敗れ連覇を逃したが、出場停止になったオランダ戦以外の6試合に出場、グループリーグ第2戦のモロッコ戦ではリバウドのゴールをアシストした。
2002 FIFAワールドカップではキャプテンとして全試合に出場し、優勝に貢献した。
2006年のドイツ大会ではグループリーグ初戦のクロアチア戦でカカのゴールをアシスト、ラウンド16のガーナ戦ではアドリアーノのゴールをアシストし、準々決勝まで進むが、フランス戦で破れ敗退。
ドイツW杯後は、元ブラジル代表ドゥンガが代表監督に就任し、同監督の構想から外れたことや、年齢のこともあり、これ以後代表招集されることは無かった。
代表通算キャップ数は142を数えており、これはブラジル代表における歴代最多記録である。また、1994年、1998年、2002年、2006年の4度のFIFAワールドカップに出場しているが、このうち2006年を除く3回はいずれも決勝まで進んでおり（優勝2回、準優勝1回）、決勝戦の試合出場を3度経験した唯一の選手である。

## エピソード
- サッカー界きっての"ガム好き"を公言している[13]。
- セリエAにおいて、最も嬉しかったのは、ASローマ時代のスクデットだと答えている[14]。
- 2019年9月、友人や息子のダニーロとサッカーで遊んでいたところ、試合中にダニーロが昏倒。カフー自ら病院へ搬送したが、30歳という若さでそのまま帰らぬ人となった。ダニーロは元々、冠動脈硬化症を患っており、数日後に手術を受ける予定だった。

## 個人成績
| 所属クラブ | シーズン     | 番号 | リーグ戦 | リーグ戦 |
| 所属クラブ | シーズン     | 番号 | 出場     | 得点     |
| ---------- | ------------ | ---- | -------- | -------- |
| 1990       | サンパウロ   | 2    | 20       | 2        |
| 1991       | サンパウロ   | 2    | 20       | 1        |
| 1992       | サンパウロ   | 2    | 21       | 1        |
| 1993       | サンパウロ   | 2    | 18       | 1        |
| 1994       | サンパウロ   | 2    | 16       | 2        |
| 1994-95    | サラゴサ     | 2    | 16       | 0        |
| 1995       | パルメイラス | 2    | 19       | 0        |
| 1996       | パルメイラス | 2    | 16       | 0        |
| 1997       | パルメイラス | 2    | 0        | 0        |
| 1997-98    | ローマ       | 2    | 31       | 1        |
| 1998-99    | ローマ       | 2    | 20       | 1        |
| 1999-00    | ローマ       | 2    | 28       | 2        |
| 2000-01    | ローマ       | 2    | 31       | 1        |
| 2001-02    | ローマ       | 2    | 27       | 0        |
| 2002-03    | ローマ       | 2    | 26       | 0        |
| 2003-04    | ミラン       | 2    | 28       | 1        |
| 2004-05    | ミラン       | 2    | 33       | 1        |
| 2005-06    | ミラン       | 2    | 19       | 1        |
| 2006-07    | ミラン       | 2    | 24       | 0        |
| 2007-08    | ミラン       | 2    | 15       | 1        |
| 通算       | 通算         | 通算 | 428      | 15       |

## 代表歴

### 出場大会
- ブラジル代表
  - 1994 FIFAワールドカップ
  - 1998 FIFAワールドカップ
  - 2002 FIFAワールドカップ
  - 2006 FIFAワールドカップ

### 試合数
- 国際Aマッチ 143試合 5得点（1990年-2006年）[15][1]

| ブラジル代表 | 国際Aマッチ | 国際Aマッチ |
| 年           | 出場        | 得点        |
| ------------ | ----------- | ----------- |
| 1990         | 3           | 0           |
| 1991         | 10          | 0           |
| 1992         | 2           | 0           |
| 1993         | 12          | 0           |
| 1994         | 7           | 1           |
| 1995         | 5           | 0           |
| 1996         | 3           | 0           |
| 1997         | 20          | 0           |
| 1998         | 12          | 2           |
| 1999         | 12          | 1           |
| 2000         | 10          | 1           |
| 2001         | 6           | 0           |
| 2002         | 12          | 0           |
| 2003         | 7           | 0           |
| 2004         | 9           | 0           |
| 2005         | 8           | 0           |
| 2006         | 5           | 0           |
| 通算         | 143         | 5           |

## タイトル

### 代表
- FIFAワールドカップ　2回（1994、2002）
- コパ・アメリカ　2回（1997、1999）

### クラブ
サンパウロFC
- コパ・リベルタドーレス　2回（1992、1993）
- インターコンチネンタルカップ　2回（1992、1993）
- レコパ・スダメリカーナ　1回（1993）

ASローマ
- セリエA　1回（2000-01）

ACミラン
- セリエA　1回（2003-04）
- UEFAチャンピオンズリーグ　1回（2006-07）
- UEFAスーパーカップ　1回（2007）
- FIFAクラブワールドカップ　1回（2007）

### 個人
- 南米年間最優秀選手賞　1回（1994）
- バロンドール・ドリームチーム (2020)